# 唐仲冕
唐仲冕（1753年—1827年），字六枳，號陶山居士，湖南省善化縣人，少時客居肥城县（今肥城市）涧北村。清朝官員、學者，官至陝西布政使。

## 生平
唐仲冕為乾隆五十八年（1793年）進士，授江蘇荊溪縣知縣，升江蘇通州直隸州知州。嘉慶十五年（1810年），署蘇州府知府。嘉慶十八年（1813年）任福建福寧府知府。嘉慶二十五年（1820年），任福建按察使。道光元年（1821年）升陝西布政使，護理陝西巡撫。 辭官後遷居金陵，道光七年（1827年）卒。

## 著作
唐仲冕工詩詞書法，著有《岱覽》32卷、《陶山詩錄》12卷、《露蟬吟詞鈔》1卷、《陶山詩前錄》2卷、《陶山詩後錄》12卷以及《六如居士外集》等，并曾纂《嘉慶海州直隸州志》及《荊溪縣志》。

## 外部連結
- 唐仲冕（页面存档备份，存于） 中研院史語所

| 官衔                 | 官衔                                             | 官衔          |
| -------------------- | ------------------------------------------------ | ------------- |
| 前任： 張永和 (知縣) | 清朝江蘇荆溪縣知縣 乾隆五十九年二月 - 乾隆六十年 | 繼任： 牛兆奎 |